# 國立陽明交通大學人文藝術與社會學院
國立陽明交通大學人文藝術與社會學院(英語:College of Humanities, Arts, and Social Sciences, National Yang Ming Chiao Tung University)，是國立陽明交通大學的其中一個學院。學院緣起於「國立陽明大學人文與社會科學院」與「國立交通大學人文社會學院」，兩校於2021年2月1日合併為「國立陽明交通大學」，兩學院於2024年8月1日合併。

## 歷史
- 2021年2月1日，國立陽明大學與國立交通大學合併成立國立陽明交通大學。
- 2023年5月24日，陽明交大校務會議通過「人文社會學院和人文與社會科學院合併案」。
- 2024年8月1日，「國立陽明交通大學人文社會學院」與「國立陽明交通大學社會科學院」合併為「人文藝術與社會學院」， 學院館舍分設於陽明校區及光復校區。[1]

## 系所
系所設有外國語文學系、外國文學與語言學碩士班、傳播研究所碩士班（傳播管理與互動科技組、傳播與科技組）、應用藝術研究所碩、博士班（工業設計組、視覺傳達設計組、傳播藝術與科技組）、音樂研究所碩士班（演奏組、音樂學組、創作組）、建築研究所碩士班（學士後建築組、建築設計組、數位設計組）、教育研究所碩、博士班（教育心理諮商組、科學教育、數位學習組）、社會與文化研究所碩、博士班、英語教學研究所碩士班、語言教學與研究中心、師資培育中心，以及亞際文化研究國際碩士學程（台灣聯合大學系統）。

## 外部連結
- 國立交通大學人文社會學院 （页面存档备份，存于）